# Lâm Tường
Lâm Tường (tiếng Trung: 临翔区), Hán Việt: Lâm Tường khu là một quận nội thành thuộc địa cấp thị Lâm Thương, tỉnh Vân Nam, Cộng hòa Nhân dân Trung Hoa. Quận này có diện tích 2652 km2, dân số năm 2003 là 280.000 người. Chính quyền quận đóng tại đương Nam Đường, Phượng Tường Nhai đạo.

## Các đơn vị hành chính

### Nhai đạo
- Phượng Tường (风翔街道)
- Mang Bạn (忙畔街道)

### Trấn
- Bác Thượng (博尚镇)

### Cáchương
- Nam Mỹ (南美乡)
- Mã Nghĩa Đôi (蚂蚁堆乡)
- Chương Đà (章驮乡)
- Khuyên Nội (圈内乡)
- Mã Đài (马台乡)
- Bang Đông (邦东乡)
- Bình Thôn (平村乡)